# Sébastien Vigier

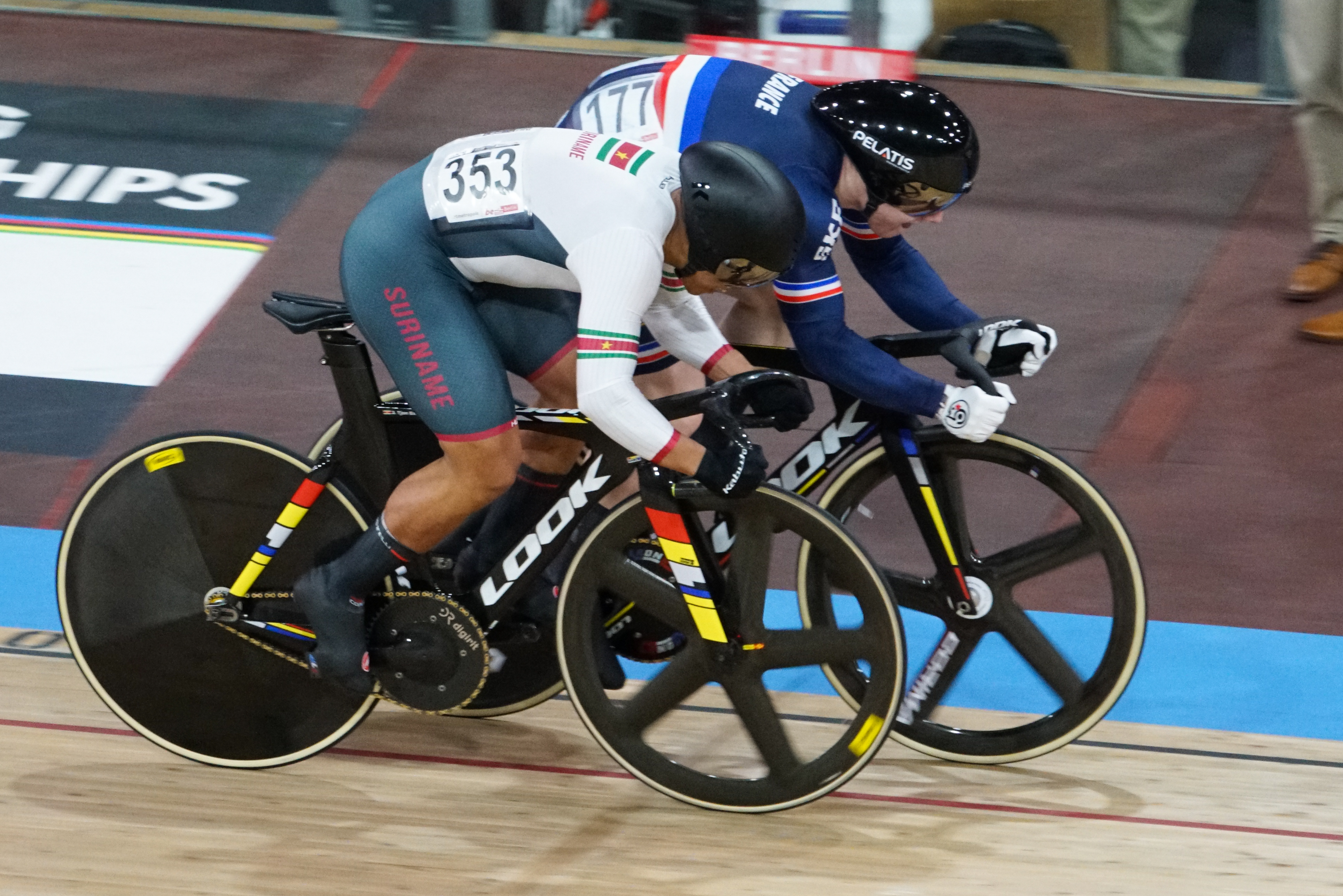
Vigier bei der WM 2020 im Sprint gegen Jaïr Tjon En Fa aus Suriname

Sébastien Vigier (* 18. April 1997 in Palaiseau) ist ein französischer Bahnradsportler.

## Sportliche Laufbahn
2014 wurde Sébastien Vigier Junioren-Weltmeister im Sprint. Bis 2016 errang er jährlich einen Podiumsplatz bei Bahn-Europameisterschaften der Junioren und der U23.
Bei seinem ersten internationalen Start in der Elite bei den Bahnradsport-Europameisterschaften 2016 belegte Vigier Platz fünf im Sprint. Kurz darauf errang er in Läufen des Bahnrad-Weltcups 2016/17 in Glasgow als Anfahrer gemeinsam mit Benjamin Édelin und Quentin Lafargue die Silbermedaille im Teamsprint, und wenige Tage später wiederholten sie diesen Erfolg in Apeldoorn. Im Sprint holte Vigier in Apeldoorn Bronze. Im Jahr darauf errang Vigier gemeinsam mit Édelin und Lafargue bei den Bahn-Weltmeisterschaften in Hongkong die Bronzemedaille im Teamsprint. Bei den Bahneuropameisterschaften in Berlin im selben Jahr wurden Vigier, Édelin und Lafargue Europameister im Teamsprint, Vigier holte sich den Einzeltitel im Sprint, nachdem er zuvor schon U23-Europameister im Sprint geworden war.
2018 und 2019 platzierte sich Vigier im Teamsprint bei den Weltmeisterschaften, den Europameisterschaften der Elite und den U23-Europameisterschaften jeweils auf dem Podium. Bei den U23-Europameisterschaften gewann er den Titel im Keirin. Im selben Jahre entschied er den Keirin-Wettbewerb beim Lauf des Weltcups in Glasgow für sich.
Für die Olympischen Sommerspiele im August 2021 in Tokio qualifizierte sich Vigier in den Disziplinen Sprint, Teamsprint und Keirin. Im Teamsprint errang er gemeinsam mit Florian Grengbo und Rayan Helal die Bronzemedaille. Bei den Olympischen Spielen 2024 vor Heimpublikum trat er im Teamsprint, Sprint und Keirin an. Bei den Europameisterschaften 2021 holte er mit Timmy Gillion und Rayan Helal Silber im Teamsprint, ebenfalls bei den Weltmeisterschaften im selben Jahr, mit Florian Grengbo anstelle von Gillion. Im Sprint belegte er bei der WM Platz drei. Bei den Bahnradsport-Europameisterschaften 2022 in München errang er zum zweiten Mal den Titel des Europameisters in Sprint, 2025 gewann er mit Gillion und Helal im Teamsprint.

## Erfolge
2014
- Junioren-Weltmeisterschaft – Sprint
- Junioren-Europameisterschaft – Teamsprint (mit Benjamin Gil und Melvin Landerneau)

2015
- Junioren-Europameisterschaft – Sprint

2016
- Europameisterschaft (U23) – Sprint

2017
- Weltmeisterschaft – Teamsprint (mit Benjamin Édelin und Quentin Lafargue)
- Europameister – Sprint, Teamsprint (mit Benjamin Édelin und Quentin Lafargue)
- Europameister (U23) – Sprint
- Französischer Meister – Sprint, Keirin

2018
- Weltmeisterschaft – Teamsprint (mit François Pervis und Quentin Lafargue)
- Europameisterschaft – Teamsprint (mit François Pervis, Quentin Lafargue und Michaël D’Almeida)
- Französischer Meister – Sprint, Keirin

2019
- Weltmeisterschaft – Teamsprint (mit Quentin Lafargue,  Grégory Baugé und Michaël D’Almeida)
- U23-Europameister – Keirin
- Europameisterschaft (U23) – Sprint, Teamsprint (mit Rayan Helal und Melvin Landerneau)
- Französischer Meister – Keirin
- Europameisterschaft – Teamsprint (mit Quentin Lafargue, Grégory Baugé und Melvin Landerneau)

2021
- Olympische Spiele – Teamsprint (mit Rayan Helal und Florian Grengbo)
- Europameisterschaft – Teamsprint (mit Timmy Gillion und Rayan Helal)
- Weltmeisterschaft – Teamsprint (mit Florian Grengbo und Rayan Helal)
- Weltmeisterschaft – Sprint

2022
- Europameister – Sprint, Keirin

2023
- Europameisterschaft – Teamsprint (mit Timmy Gillion und Melvin Landerneau)
- Weltmeisterschaft – Teamsprint (mit Florian Grengbo und Rayan Helal)
- Französischer Meister – Keirin

2024
- Europameisterschaft – Teamsprint (mit Florian Grengbo und Rayan Helal)

2025
- Französischer Meister – Keirin
- Europameister – Teamsprint (mit Timmy Gillion und Rayan Helal)